# Carolina de Hesse-Rotemburgo
Princesa  Carolina de Hesse-Rotemburgo (em alemão:  Caroline; Rotemburgo, 18 de agosto de 1714 – Paris, 14 de junho de 1741) foi Princesa de Condé pelo casamento com Luís Henrique de Bourbon-Condé.

## Primeiros anos
Carolina Carlota de Hesse-Rotemburgo nasceu em Hesse (na atual Alemanha), como a oitava filha de Ernesto Leopoldo, Conde de Hesse-Rotemburgo e de sua esposa, a condessa Leonor de Löwenstein-Wertheim. Seus pais tiveram um total de dez filhos, dos quais sete chegaram a idade adulta.
Sua irmã mais velha Polixena tornou-se rainha da Sardenha pelo casamento com Carlos Emanuel III da Sardenha e sua outra irmã, Cristina, casou-se com Luís Vítor, Príncipe de Carignano, sendo mãe da princesa Maria Luísa de Saboia, mais conhecida como a Princesa de Lamballe.

## Casamento e descendência

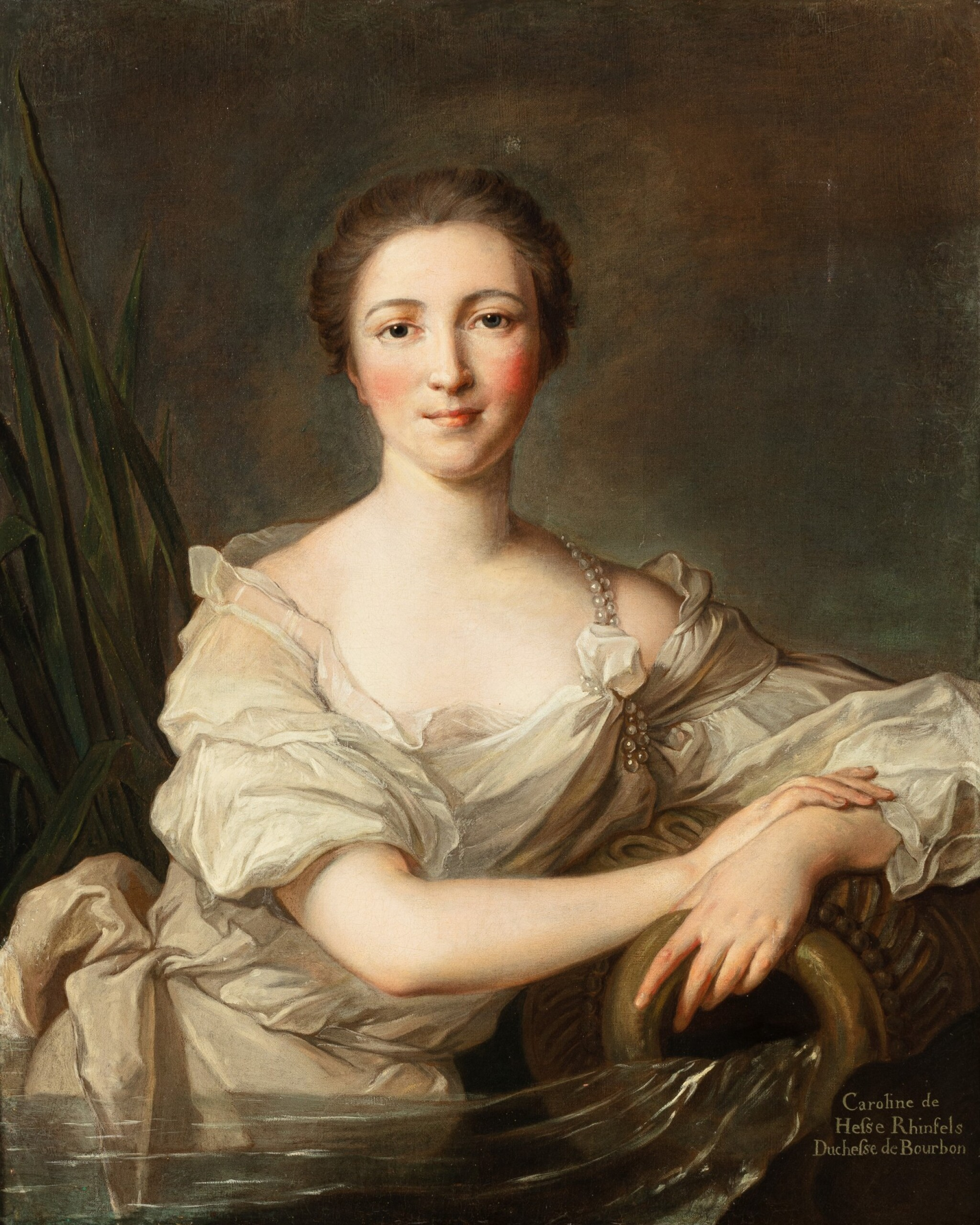
Retrato de Carolina, atribuído a Jean-Marc Nattier; há uma identificação "Carolina, Duquesa de Bourbon" no canto inferior direito identificando-a.

Em 24 de julho de 1728 ela se casou por procuração para o príncipe e primeiro-ministro da França, Luís Henrique de Bourbon-Condé (1692-1740), filho de Luís III de Bourbon-Condé e Luísa Francisca de Bourbon (filha legitimada do rei Luís XIV). Viúvo e sem filhos, Luís Henrique tinha considerado se casar novamente por algum tempo com a primeira candidata à sua mão, a princesa polaca Maria Leszczyńska, filha do destronado rei da Polônia, Estanislau I Leszczyński. Mas, finalmente, decidiu-se que a princesa iria se casar com o jovem rei Luís XV. Incapaz de se casar com Maria, a escolha recaiu sobre a jovem Carolina de Hesse-Rotemburgo que na época tinha quatorze anos e era irmã da rainha da Sardenha.
Carolina também tinha sido incluído na lista de possíveis esposas para Luís XV, mas foi retirada devido ao baixo índice de fertilidade em sua  família. Luís Henrique era um marido ciumento e protetor, que sempre manteve um olho sobre ela para que ela não fosse infiel.
Quando seu marido foi exilado em 1725, a duquesa foi forçada a se retirar com ele para o Castelo de Chantilly até que fossem autorizados a voltar para a corte real em 1730. O casal teve um filho, após oito anos de casamento:
- Luís José de Bourbon-Condé (1736 - 1818), o futuro príncipe de Condé. Casado com Carlota de Rohan, ele teve descendentes.

## Morte
Carolina morreu em Paris em 14 de junho de 1741 e foi enterrada em Paris, no Convento Das Carmelitas do Subúrbio de Saint-Jacques.

## Títulos e estilos
- 18 de agosto de 1714 – 24 de julho de 1728: Princesa Carolina de Hesse-Rheinfels-Rotenburg
- 24 de julho de 1728 – 27 de janeiro de 1740: Sua Alteza Sereníssima A Princesa de Condé
- 27 de janeiro de 1740 – 14 de junho de 1741: Sua Alteza Sereníssima A Princesa Viúva de Condé